# Vivimos en una estrella
Vivimos en una estrella é uma telenovela mexicana, produzida pela Televisa e exibida em 1963 pelo Telesistema Mexicano.

## Elenco
- Beatriz Aguirre
- Magda Donato
- María Rojo
- Rafael Bertrand
- Antonio Gama
- Fernando Mendoza
- Alberto Galán
- Carlos Becerril